# Gianluca Tucci
Gianluca Tucci (Avellino, 25 agosto 1970) è un allenatore di pallacanestro italiano.

## Carriera
Dopo due anni da assistant coach di Mario D'Angelo e Rino Persico, nel 1993 ha esordito come capo allenatore della Scandone Avellino in Serie B2. In quattro anni raggiunge prima la Serie B1, per poi ripetersi l'anno successivo con il salto in Legadue battendo allo spareggio la Gaverina Bergamo allenata da Carlo Recalcati nella stagione 1996-97).
Durante il primo anno di Legadue ad Avellino viene sostituito a metà stagione da Tonino Zorzi. L'anno successivo rimane in Campania allenando lo Scafati Basket neopromossa in Serie B1 e la Juvecaserta Basket dal 1999 al 2001 (in Serie B2 prima ed in Serie B1 poi, con l'acquisizione del titolo da Cosenza).
Dal 2001 al 2005 allena la Asa Pallacanestro Argenta e con la squadra ferrarese, dopo buoni campionati in B1, retrocede al termine della stagione 2005 in serie B2. Nella stagione 2005-2006 allena la Cuomo Latticini Latina in Serie B1, raggiungendo il 10º posto e la salvezza primo turno play-out.
Nel biennio 2006-2008 allena il Basket Trapani, con il quale raggiunge il 3º posto nella stagione regolare nella Serie B d'Eccellenza 2006-2007 venendo sconfitto da Fidenza nel primo turno dei play-off, ed un 2º posto ed una finale (persa con la New Basket Brindisi) nel 2007-08. Nel 2009 viene sostituito da Massimo Angelucci alla guida dell'Agricola Gloria Montecatini Terme. Nel 2010-11 guida lo Sporting Club Gira.
Nel 2011 entra a far parte dello staff tecnico della Felice Scandone Basket Avellino, ricoprendo il ruolo di assistente di Francesco Vitucci, venendo confermato la stagione successiva come assistente di Giorgio Valli. Dopo l'esonero di quest'ultimo, nel 2012 viene nominato capo allenatore della squadra campana. Il 14 gennaio 2013 si dimette dall'incarico, tornando a ricoprire il ruolo di assistente.
Il 2 marzo 2015 si trasferisce alla Nuova Aquila Palermo in Serie B.
Il 21 giugno 2016 torna in Serie A, diventando il nuovo vice allenatore di Walter De Raffaele alla Reyer Venezia.
Il 12 febbraio 2024 viene ufficializzato come Commissario Tecnico della Federazione Cestistica di Taiwan (Chinese Taipei).

## Palmarès
- 1995-1996: Scandone Avellino promozione in Serie B1
- 1996-1997: Scandone Avellino promozione in Legadue

### Vice allenatore
- Campionato italiano: 2

Reyer Venezia: 2016-2017, 2018-2019
- Coppa Italia: 1

Reyer Venezia: 2020
- FIBA Europe Cup: 1

Reyer Venezia: 2017-18